# Detektor (radio)
 For alternative betydninger, se Detektor. (Se også artikler, som begynder med Detektor)
Indenfor radio er en detektor en enhed eller kredsløb, som ekstraherer information fra en moduleret radiofrekvens strøm eller spænding. Demodulationsfunktionen er uddybet i demodulator.
Termen dateres til de første tre tiår af radiokommunikation (1888-1918). I modsætning til senere radiostationer, som sender audio (et audiosignal) på en vedvarende bærebølge, sendte datidens (1888-1918) radiostationer information via radiotelegrafi. Radiosenderen blev moduleret via tænd og sluk til at producere lange eller korte perioder af radiobølger, udsendende tekstbeskeder i morsekode. Derfor behøvede radiomodtagere kun at skelne mellem tilstedeværelsen eller fraværet af et radiosignal. Enheden som udførte denne funktion i radiomodtagerkredsløb blev kaldt en detektor. 
En mængde af forskellige detektorenheder, såsom kohærer, elektrolytisk detektor, magnetisk detektor og krystaldetektor blev anvendt under den trådløse telegrafi æra indtil overgået af elektronrørsteknologi.
Efter at audio sendinger (amplitudemodulation, AM) begyndte omkring 1920, udviklede termen sig til at betyde en demodulator, (sædvanligvis et elektronrør) som ekstraherede audiosignal fra en AM-moduleret bærebølge.  Det er detektorens aktuelle betydning, selvom moderne detektorer sædvanligvis består af halvlederdioder, transistorer eller integrerede kredsløb.